# Apamea hirticornis
Apamea hirticornis är en fjärilsart som beskrevs av Adrian Hardy Haworth 1812. Apamea hirticornis ingår i släktet Apamea och familjen nattflyn. Inga underarter finns listade i Catalogue of Life.